# Grand Prix automobile de Monaco 2022
GP précédent GP suivant
Le Grand Prix automobile de Monaco 2022 (Formula 1 Grand Prix de Monaco 2022) disputé le 29 mai 2022 sur le circuit de Monaco, est la 1064e épreuve du championnat du monde de Formule 1 courue depuis 1950. Il s'agit de la soixante-huitième édition du Grand Prix de Monaco comptant pour le championnat du monde de Formule 1 et la septième manche du championnat 2022.
Le Grand Prix, qui n'avait pas été organisé en 2020 à cause de la pandémie de Covid-19 puis qui n'a connu qu'une jauge de spectateurs réduite en 2021, retrouve une organisation normale en 2022 ; toutefois, il se déroule désormais sur trois jours, du vendredi au dimanche, alors qu'auparavant les premiers essais libres se tenaient le jeudi, le vendredi restant libre.
Dominateur des trois phases qualificatives, Charles Leclerc obtient, dès sa première tentative en Q3 et en battant les records des trois secteurs du circuit, sa cinquième pole position de la saison, la quatorzième de sa carrière et sa deuxième consécutive à domicile. Il semble parti pour faire encore mieux en fin de séance lorsque Sergio Pérez, qui roule 50 mètres derrière lui, part tête à-queue au virage du Portier, tape le rail et se retrouve en travers de la piste ; Carlos Sainz Jr., juste derrière, ne peut l'éviter ; les deux monoplaces à l'arrêt barrent totalement la trajectoire devant l'entrée du tunnel, provoquent le déploiement du drapeau rouge et la fin de la séance, ruinant de fait toutes les secondes tentatives des pilotes encore en piste dont Max Verstappen. Les F1-75 verrouillant la première ligne, Sainz le suivant à deux dixièmes de seconde, Leclerc salue une foule qui lui est totalement acquise ; les Red Bull RB18 occupent la deuxième ligne, Pérez devançant Verstappen. Lando Norris est en troisième ligne, devant George Russell. Fernando Alonso, auteur du septième temps, est accompagné par Lewis Hamilton sur la quatrième ligne, la cinquième étant composée de Sebastian Vettel et Esteban Ocon.
À l'issue d'un Grand Prix dont le départ a été donné avec plus d'une heure de retard, en raison d'une violente averse, et qui est allé au bout des deux heures réglementaires en étant raccourci de 14 tours, Sergio Pérez remporte la troisième victoire de sa carrière et offre à Red Bull Racing son quatrième succès consécutif de la saison. Il passe la ligne d'arrivée en tête d'une formation serrée, devant Carlos Sainz Jr., Max Verstappen et Charles Leclerc, mécontent de rater le podium de son Grand Prix national bien qu'il en rallie l'arrivée pour la première fois de sa carrière en monoplace (F2 comprise). Il a en effet subi les errements stratégiques de son écurie, lourdement battue par celle de Christian Horner dans la gestion des arrêts au stand. Ainsi, dès qu'un « petit train » se forme avec ces quatre pilotes au vingt-deuxième tour, les jeux sont faits, les tentatives de dépassement, notamment de Sainz sur Pérez étant vouées à l'échec. Le Mexicain, qui dans cette course, a réussi un undercut sur Leclerc puis un overcut sur Sainz, fête sa victoire en plongeant en combinaison, drapé de sa bannière nationale, dans la piscine de l'hospitalité Red Bull. 
Comme la pluie s'abat sur le circuit au moment du départ, celui-ci est retardé de neuf minutes et, sur la grille, tous les pilotes passent les pneus intermédiaires. L'averse redoublant, les monoplaces, chaussées par la suite en gommes « maxi-pluie », s'élancent à 15 h 16 pour deux tours de formation derrière la voiture de sécurité avant de regagner la voie des stands pour une heure d'attente, le temps que le ciel se calme. Le départ est donné, lancé, à 16 h 5. Charles Leclerc prend les commandes devant son coéquipier, suivi de Pérez, et creuse peu à peu un écart tandis que la trajectoire s'assèche. Le premier coup stratégique de Red Bull consiste à arrêter Sergio Pérez dès le seizième tour pour qu'il passe en pneus intermédiaires alors que les Ferrari restent en piste. Ainsi équipé, il est largement plus rapide que les leaders, si bien que lorsque le Monégasque rentre au stand, deux tours plus tard, pour l'imiter, il ressort loin de la Red Bull. Sainz prend brièvement la tête lorsque Ferrari commet une nouvelle erreur stratégique, au vingt-et unième tour, en appelant Sainz, mais aussi Leclerc pour passer des gommes dures. L'ingénieur du Monégasque lui lance : « Box, Box for hard now! » puis se ravise : « Stay out! » Il est toutefois trop tard puisque Leclerc, qui s'est déjà engagé dans la pitlane, doit patienter quelques précieuses secondes derrière son coéquipier, et tous deux ressortent dans le trafic. Ainsi, quand les Red Bull chaussent les pneus durs, une boucle plus tard, lors d'un double arrêt parfaitement exécuté, Perez reprend la piste devant Sainz et Verstappen s'engage dans la montée de Beaurivage, en mordant légèrement la ligne jaune, sous le nez de la F1-75 de Leclerc, furieux. L'ordre du quatuor est alors définitivement formé. Le violent crash de Mick Schumacher, au vingt-quatrième tour (sa Haas VF-22 est coupée en deux dans les TechPro de la Piscine) et le drapeau rouge consécutif, n'y changeront rien. Un nouveau départ est donné derrière la voiture de sécurité, l'épreuve se conclut au bout des deux heures maximales de course et 64 tours, ce qui permet l'attribution de la totalité des points. Charles Leclerc, très remonté, conclut : « On avait tout pour gagner et on l'a foutu à la poubelle. »
George Russell termine, comme depuis le début de la saison, parmi les cinq premiers, devant Lando Norris dont l'avance est telle sur Fernando Alonso qu'il se permet de chausser des gommes tendres, au cinquante-et-unième tour, pour obtenir le point bonus du meilleur tour en course. Alonso profite de la particularité du circuit monégasque pour empêcher Lewis Hamilton de le dépasser, le septuple champion du monde se contentant du huitième rang. Esteban Ocon passe sous le drapeau à damier en neuvième position mais, pénalisé de cinq secondes pour avoir accroché Hamilton en début de course, termine hors des points ; Valtteri Bottas et Sebastian Vettel récupèrent les points restants. Pierre Gasly, parti dix-septième, finit onzième en se signalant par quelques dépassements audacieux à des endroits inhabituels comme la descente de Mirabeau. 
Au championnat du monde, Verstappen (125 points) augmente de trois unités son avance sur Leclerc (116 points) tandis que Pérez (110 points) se rapproche et conforte sa troisième place devant Russell (84 points) qui en compte un de plus que Sainz (83 points). Hamilton est sixième (50 points) suivi par Norris (48 points), Bottas (40 points), Ocon (30 points) et Magnussen, dixième avec 15 points. Chez les constructeurs Red Bull Racing (235 points) repousse un peu plus Ferrari (199 points) alors que Mercedes est confortablement installé à la troisième place (134 points), loin devant McLaren (59 points). Grâce à Bottas, Alfa Romeo est cinquième (41 points), un point devant Alpine (40 points) ; suivent AlphaTauri (17 points), Haas (15 points), Aston Martin (7 points) et Williams qui ferme la marche avec 3 points.

## Pneus disponibles
| Pneus pour piste sèche | Pneus pour piste sèche | Pneus pour piste sèche | Pneus pluie    | Pneus pluie |
| ---------------------- | ---------------------- | ---------------------- | -------------- | ----------- |
| Durs (Type C3)         | Medium (Type C4)       | Tendres (Type C5)      | Intermédiaires | Pluie       |

## Essais libres

### Première séance, le vendredi de 14 h à 15 h
| Pos. | Pilote           | Voiture             | Chrono         | Écart     |
| ---- | ---------------- | ------------------- | -------------- | --------- |
| 1    | Charles Leclerc  | Ferrari             | 1 min 14 s 531 |           |
| 2    | Sergio Pérez     | Red Bull            | 1 min 14 s 570 | + 0 s 039 |
| 3    | Carlos Sainz Jr. | Ferrari             | 1 min 14 s 601 | + 0 s 070 |
| 4    | Max Verstappen   | Red Bull            | 1 min 14 s 712 | + 0 s 181 |
| 5    | Lando Norris     | McLaren-Mercedes    | 1 min 15 s 056 | + 0 s 525 |
| 6    | Pierre Gasly     | AlphaTauri-Red Bull | 1 min 15 s 083 | + 0 s 552 |

- La séance est brièvement interrompue au drapeau rouge quand Mick Schumacher, en panne, arrête sa VF-22 à l'entrée de la voie des stands ; elle reprend après que la monoplace, poussée par les commissaires, est remise aux mécaniciens de Haas[7] ;
- Lewis Hamilton, auteur du dixième temps à 968 millièmes de seconde de Leclerc, se plaint à la radio du marsouinage qui affecte sa W13, tout d'abord en disant que ces rebonds lui font « perdre l'esprit » puis en demandant expressément que des mousses latérales soient posées dans son cockpit pour protéger ses coudes qui tapent contre les parois de sa cellule de survie[7].

### Deuxième séance, le vendredi de 17 h à 18 h
| Pos. | Pilote           | Voiture          | Chrono         | Écart     |
| ---- | ---------------- | ---------------- | -------------- | --------- |
| 1    | Charles Leclerc  | Ferrari          | 1 min 12 s 656 |           |
| 2    | Carlos Sainz Jr. | Ferrari          | 1 min 12 s 700 | + 0 s 044 |
| 3    | Sergio Pérez     | Red Bull         | 1 min 13 s 035 | + 0 s 379 |
| 4    | Max Verstappen   | Red Bull         | 1 min 13 s 103 | + 0 s 447 |
| 5    | Lando Norris     | McLaren-Mercedes | 1 min 13 s 294 | + 0 s 638 |
| 6    | George Russell   | Mercedes         | 1 min 13 s 406 | + 0 s 750 |

- La deuxième interruption au drapeau rouge de la journée a lieu après un crash de Daniel Ricciardo dans les esses de la piscine. Les meilleurs temps sont réalisés dans la deuxième partie de la séance, en pneus tendres que les pilotes n'avaient pas utilisés lors de la première session d'essais[9].

### Troisième séance, le samedi de 13 h à 14 h
| Pos. | Pilote           | Voiture             | Chrono         | Écart     |
| ---- | ---------------- | ------------------- | -------------- | --------- |
| 1    | Sergio Pérez     | Red Bull            | 1 min 12 s 476 |           |
| 2    | Charles Leclerc  | Ferrari             | 1 min 12 s 517 | + 0 s 041 |
| 3    | Carlos Sainz Jr. | Ferrari             | 1 min 12 s 846 | + 0 s 370 |
| 4    | Max Verstappen   | Red Bull            | 1 min 12 s 881 | + 0 s 405 |
| 5    | Pierre Gasly     | AlphaTauri-Red Bull | 1 min 13 s 210 | + 0 s 734 |
| 6    | Lando Norris     | McLaren-Mercedes    | 1 min 13 s 226 | + 0 s 750 |

## Séance de qualifications

### Résultats des qualifications
| Pos.                                                                                      | Pilote           | Écurie                | Qualifications 1 | Qualifications 2 | Qualifications 3 |
| ----------------------------------------------------------------------------------------- | ---------------- | --------------------- | ---------------- | ---------------- | ---------------- |
| 1                                                                                         | Charles Leclerc  | Ferrari               | 1 min 12 s 569   | 1 min 11 s 864   | 1 min 11 s 376   |
| 2                                                                                         | Carlos Sainz Jr. | Ferrari               | 1 min 12 s 616   | 1 min 12 s 074   | 1 min 11 s 601   |
| 3                                                                                         | Sergio Pérez     | Red Bull              | 1 min 13 s 004   | 1 min 11 s 954   | 1 min 11 s 629   |
| 4                                                                                         | Max Verstappen   | Red Bull              | 1 min 12 s 993   | 1 min 12 s 117   | 1 min 11 s 666   |
| 5                                                                                         | Lando Norris     | McLaren-Mercedes      | 1 min 12 s 927   | 1 min 12 s 266   | 1 min 11 s 849   |
| 6                                                                                         | George Russell   | Mercedes              | 1 min 12 s 787   | 1 min 12 s 617   | 1 min 12 s 112   |
| 7                                                                                         | Fernando Alonso  | Alpine-Renault        | 1 min 13 s 394   | 1 min 12 s 688   | 1 min 12 s 247   |
| 8                                                                                         | Lewis Hamilton   | Mercedes              | 1 min 13 s 444   | 1 min 12 s 595   | 1 min 12 s 560   |
| 9                                                                                         | Sebastian Vettel | Aston Martin-Mercedes | 1 min 13 s 313   | 1 min 12 s 613   | 1 min 12 s 732   |
| 10                                                                                        | Esteban Ocon     | Alpine-Renault        | 1 min 12 s 848   | 1 min 12 s 528   | 1 min 13 s 047   |
| 11                                                                                        | Yuki Tsunoda     | AlphaTauri-Red Bull   | 1 min 13 s 110   | 1 min 12 s 797   |                  |
| 12                                                                                        | Valtteri Bottas  | Alfa Romeo-Ferrari    | 1 min 13 s 541   | 1 min 12 s 909   |                  |
| 13                                                                                        | Kevin Magnussen  | Haas-Ferrari          | 1 min 13 s 069   | 1 min 12 s 921   |                  |
| 14                                                                                        | Daniel Ricciardo | McLaren-Mercedes      | 1 min 13 s 338   | 1 min 12 s 964   |                  |
| 15                                                                                        | Mick Schumacher  | Haas-Ferrari          | 1 min 13 s 469   | 1 min 13 s 081   |                  |
| 16                                                                                        | Alexander Albon  | Williams-Mercedes     | 1 min 13 s 611   |                  |                  |
| 17                                                                                        | Pierre Gasly     | AlphaTauri-Red Bull   | 1 min 13 s 660   |                  |                  |
| 18                                                                                        | Lance Stroll     | Aston Martin-Mercedes | 1 min 13 s 678   |                  |                  |
| 19                                                                                        | Nicholas Latifi  | Williams-Mercedes     | 1 min 14 s 403   |                  |                  |
| 20                                                                                        | Zhou Guanyu      | Alfa Romeo-Ferrari    | 1 min 15 s 606   |                  |                  |
| Temps minimal à réaliser pour la qualification : 1 min 17 s 648 (107 % de 1 min 12 s 569) |                  |                       |                  |                  |                  |

### Grille de départ
Le départ est dans un premier temps retardé de neuf minutes en raison de la pluie qui provoque une panne de courant et une défaillance du système de départ de la grille ; il est dès lors décidé qu'il n'y aurait pas de départ arrêté.
Alors que les pilotes, immobilisés sur la grille, chaussent des pneus intermédiaires, l'averse s'intensifie et ils passent aux « maxi-pluie ». Tous s'élancent à 15 h 16 pour un tour de formation derrière la voiture de sécurité ; comme la pluie redouble, un deuxième tour est effectué, puis le drapeau rouge est brandi et les monoplaces regagnent la voie des stands. La course démarre avec plus d'une heure de retard, avec un départ lancé derrière la voiture de sécurité.

## Course

### Classement de la course
| Pos. | no | Pilote           | Écurie                | Tours | Temps/Abandon                      | Grille | Points |
| ---- | -- | ---------------- | --------------------- | ----- | ---------------------------------- | ------ | ------ |
| 1    | 11 | Sergio Pérez     | Red Bull              | 64    | 1 h 56 min 30 s 265 (109,988 km/h) | 3      | 25     |
| 2    | 55 | Carlos Sainz Jr. | Ferrari               | 64    | + 1 s 154                          | 2      | 18     |
| 3    | 1  | Max Verstappen   | Red Bull              | 64    | + 1 s 491                          | 4      | 15     |
| 4    | 16 | Charles Leclerc  | Ferrari               | 64    | + 2 s 922                          | 1      | 12     |
| 5    | 63 | George Russell   | Mercedes              | 64    | + 11 s 968                         | 6      | 10     |
| 6    | 4  | Lando Norris     | McLaren-Mercedes      | 64    | + 12 s 231                         | 5      | 8 + 1  |
| 7    | 14 | Fernando Alonso  | Alpine-Renault        | 64    | + 46 s 358                         | 7      | 6      |
| 8    | 44 | Lewis Hamilton   | Mercedes              | 64    | + 50 s 388                         | 8      | 4      |
| 9    | 77 | Valtteri Bottas  | Alfa Romeo-Ferrari    | 64    | + 52 s 525                         | 12     | 2      |
| 10   | 5  | Sebastian Vettel | Aston Martin-Mercedes | 64    | + 53 s 536                         | 9      | 1      |
| 11   | 10 | Pierre Gasly     | AlphaTauri-Red Bull   | 64    | + 54 s 289                         | 17     |        |
| 12   | 31 | Esteban Ocon     | Alpine-Renault        | 64    | + 55 s 644 (dont 5 s de pénalité)  | 10     |        |
| 13   | 3  | Daniel Ricciardo | McLaren-Mercedes      | 64    | + 57 s 635                         | 14     |        |
| 14   | 18 | Lance Stroll     | Aston Martin-Mercedes | 64    | + 1 min 00 s 802                   | 18     |        |
| 15   | 6  | Nicholas Latifi  | Williams-Mercedes     | 63    | + 1 tour                           | 19     |        |
| 16   | 24 | Zhou Guanyu      | Alfa Romeo-Ferrari    | 63    | + 1 tour                           | 20     |        |
| 17   | 22 | Yuki Tsunoda     | AlphaTauri-Red Bull   | 63    | + 1 tour                           | 11     |        |
| Abd. | 23 | Alexander Albon  | Williams-Mercedes     | 48    | Tenue de route                     | 16     |        |
| Abd. | 47 | Mick Schumacher  | Haas-Ferrari          | 24    | Accident                           | 15     |        |
| Abd. | 20 | Kevin Magnussen  | Haas-Ferrari          | 19    | Pression d'eau                     | 13     |        |

### Pole position et record du tour
- Pole position :  Charles Leclerc (Ferrari) en 1 min 11 s 376 (168,308 km/h)[15].
- Meilleur tour en course :  Lando Norris (McLaren-Mercedes) en 1 min 14 s 693 (160,834 km/h) au cinquante-cinquième tour ; sixième de la course, il remporte le point bonus associé au meilleur tour en course[16].

### Tours en tête
- Charles Leclerc (Ferrari) : 17 tours (1-17)[17]
- Carlos Sainz Jr. (Ferrari) : 3 tours (18-20)
- Sergio Pérez (Red Bull) : 44 tours (21-64)

## Classements généraux à l'issue de la course
| Pos. | Pilote           | Écurie                | Points |
| ---- | ---------------- | --------------------- | ------ |
| 1    | Max Verstappen   | Red Bull              | 125    |
| 2    | Charles Leclerc  | Ferrari               | 116    |
| 3    | Sergio Pérez     | Red Bull              | 110    |
| 4    | George Russell   | Mercedes              | 84     |
| 5    | Carlos Sainz Jr. | Ferrari               | 83     |
| 6    | Lewis Hamilton   | Mercedes              | 50     |
| 7    | Lando Norris     | McLaren-Mercedes      | 48     |
| 8    | Valtteri Bottas  | Alfa Romeo-Ferrari    | 40     |
| 9    | Esteban Ocon     | Alpine-Renault        | 30     |
| 10   | Kevin Magnussen  | Haas-Ferrari          | 15     |
| 11   | Daniel Ricciardo | McLaren-Mercedes      | 11     |
| 12   | Yuki Tsunoda     | AlphaTauri-Red Bull   | 11     |
| 13   | Fernando Alonso  | Alpine-Renault        | 10     |
| 14   | Pierre Gasly     | AlphaTauri-Red Bull   | 6      |
| 15   | Sebastian Vettel | Aston Martin-Mercedes | 5      |
| 16   | Alexander Albon  | Williams-Mercedes     | 3      |
| 17   | Lance Stroll     | Aston Martin-Mercedes | 2      |
| 18   | Zhou Guanyu      | Alfa Romeo-Ferrari    | 1      |

| Pos. | Écurie                | Points |
| ---- | --------------------- | ------ |
| 1    | Red Bull              | 235    |
| 2    | Ferrari               | 199    |
| 3    | Mercedes              | 134    |
| 4    | McLaren-Mercedes      | 59     |
| 5    | Alfa Romeo-Ferrari    | 41     |
| 6    | Alpine-Renault        | 40     |
| 7    | AlphaTauri-Red Bull   | 17     |
| 8    | Haas-Ferrari          | 15     |
| 9    | Aston Martin-Mercedes | 7      |
| 10   | Williams-Mercedes     | 3      |

## Statistiques
Le Grand Prix de Monaco 2022 représente :
- la 14e pole position de Charles Leclerc (toutes obtenues avec Ferrari), sa cinquième de la saison[20] ;
- la 7e première ligne consécutive de Charles Leclerc[21] ;
- la 3e victoire de Sergio Pérez[22] ;
- la 80e victoire de Red Bull et sa quatrième consécutive en tant que constructeur[23] ;
- la 5e victoire de Red Bull en tant que motoriste[24] ;
- le 10e podium de Carlos Sainz Jr.[25].

Au cours de ce Grand Prix :
- Sergio Pérez passe la barre des 1 000 points inscrits en Formule 1 (1 006 points)[26] ;
- Carlos Sainz Jr. passe la barre des 600 points inscrits en Formule 1 (619,5 points)[27] ;
- George Russell passe la barre des 100 points inscrits en Formule 1 (103 points)[28] ;
- Sergio Pérez est élu « Pilote du jour » à l'issue d'un vote organisé sur le site officiel de la Formule 1[29] ;
- Derek Warwick (146 départs en Grands Prix entre 1981 et 1993, quatre podiums, 71 points inscrits) est nommé conseiller par la FIA pour aider dans leurs jugements le groupe des commissaires de course[30].